# Cleome stenophylla
Cleome stenophylla är en paradisblomsterväxtart som beskrevs av Johann Friedrich Klotzsch och Ignatz Urban. Cleome stenophylla ingår i släktet paradisblomstersläktet, och familjen paradisblomsterväxter. Inga underarter finns listade i Catalogue of Life.